# 亚历山德拉·阿戈斯顿
亚历山德拉·阿戈斯顿-奥康纳（Alexandra Agoston-O'Connor，1987年—）是一位澳大利亚时尚模特。

## 职业
阿戈斯顿拥有匈牙利、爱尔兰、英格兰以及奥地利血统。她是在和家人于巴黎度假时被星探挖掘的。
阿戈斯顿从业初期曾为普罗恩萨·施罗（Proenza Schouler）、莫尼克·鲁里耶（Monique Lhuillier）、克里斯蒂安·拉克鲁瓦（Christian Lacroix）、艾莉·萨博（Elie Saab）、阿玛尼、迪奥、Comme des Garçons以及让-保罗·高缇耶做过模特。她也曾为纳伊姆·汗（Naeem Khan）、巴吉雷·米其卡（Badgley Mischka）、约翰·加利亚诺（John Galliano）、Off-White、克里斯蒂安·西里亚诺（Christian Siriano）以及大卫琼斯（David Jones）走過秀。
阿戈斯顿也是时装品牌蔻凯（Kookai）的代言人。

## 个人生活
阿戈斯顿的情人是摄影师克里斯·科尔斯（Chris Colls）。